# 2050
Het jaar 2050 is een jaartal volgens de christelijke jaartelling. Pasen valt dit jaar op 10 april.

## Gebeurtenissen
- Pakistan wil tegen 2050 volledig onafhankelijk zijn van energie van andere landen door gebruik te maken van kernenergie.[1]
- De Amerikaanse luchtmacht zal de B-52-bommenwerper uit gebruik nemen.
- In het kader van een in juli 2016 aangekondigd plan wil Nieuw-Zeeland tegen dit jaar alle niet-inheemse ratten, opossums en marterachtigen uitroeien.[2]

## 2050 in fictie
- De sciencefictionfilm The Adam Project uit 2022 speelt zich af in 2050.
- Death Race 2050, een Amerikaanse satirische-actiefilm uit 2017, toont hoe United Corporations of America geteisterd wordt door overbevolking en een enorm hoog werkloosheidspercentage.